# 江美儀
江美儀（英語：Elena Kong May Yee；1971年9月20日—），香港女演員，現為無綫電視部頭合約女藝員，於《萬千星輝頒獎典禮2013》奪得「最佳女配角」獎，更於《萬千星輝頒獎典禮2022》奪得「最佳女主角」殊榮，以及於《觀眾在民間電視大奬2022》奪得「民選最佳女主角」，成為雙料視后。

## 簡介

### 入行初期
江美儀曾就讀轩尼诗道官立小学和何东中学，並取得珠海学院工商管理学士學位。她畢業後原任秘書，後來因替老闆購買午餐繼而獲星探發掘而入行做模特兒。1992年出道後，她主要拍攝電視廣告，其中最廣為人知的就是與周潤發合作拍攝（洗頭水廣告），並曾經於劉德華以及黎明的MV中演出。她於1997年加入亞視後，第一套拍攝的電視劇為《肥貓正傳》，十多年間曾拍攝多部電視劇及為多個綜藝節目擔任主持。她偶然亦會於電影中參與演出，其中包括在《忘不了》中飾演張柏芝的姐姐。

### 加入無綫
江美儀於2009年離開亞視後轉投TVB，期間亦有參與香港電台電視部製作的電視節目拍攝，例如《非常平等任務》和《女人多自在》。此外，江美儀亦有表示大概於幾年前曾經有打算放棄演藝事業的念頭，當時無綫電視有意收留她，才考慮繼續發展自己的演藝事業。而近年為無綫電視監製文偉鴻、陳維冠及莊偉建的常用演員。2009年，江美儀正式离开亞洲電視，其後加入無綫電視，她是繼田蕊妮及李綺雯後第三位在2000年代由亞視轉投無綫的女藝人，其後是萬綺雯及好姊妹陳煒。2010年至2012年連續三年於《萬千星輝頒獎典禮》獲提名「最佳女配角」，其中她於2010年憑《女人最痛》入圍最佳女配角（最後五強）、2012年憑《名媛望族》的三姨太角色入圍最佳女配角，成為賽前大熱，惜最終只入圍最後十強。2011年更憑《九江十二坊》獲提名「最佳女主角」。

### 人氣急升
2013年，江美儀憑無綫劇集《衝上雲霄II》所飾演的方芮嘉（Head姐）一角勇奪「最佳女配角」獎；這是她加入無綫後首個個人獎項，亦是她入行超過二十年的首個演技獎項。
2015年，她和伍詠薇合作舞台劇《嬉春酒店》；同年底於《萬千星輝頒獎典禮》憑藉《以和為貴》再獲提名「最佳女主角」。其後幾年江美儀拍攝了多個綜藝節目及於劇集以客串性質演出。
2017年，她在無綫劇集《親親我好媽》中首次擔正第一女主角，其「虎媽」查向善一角，演出受到多方好評，更被指有望成為《萬千星輝頒獎典禮2017》「最佳女主角」得主；同年開設一間名為「La Vie Simple」、專賣純天然的日用品網店。2018年8月完成無綫電視劇集拍攝後，她將由基本藝員合約轉成部頭合約。

### 高峰時期

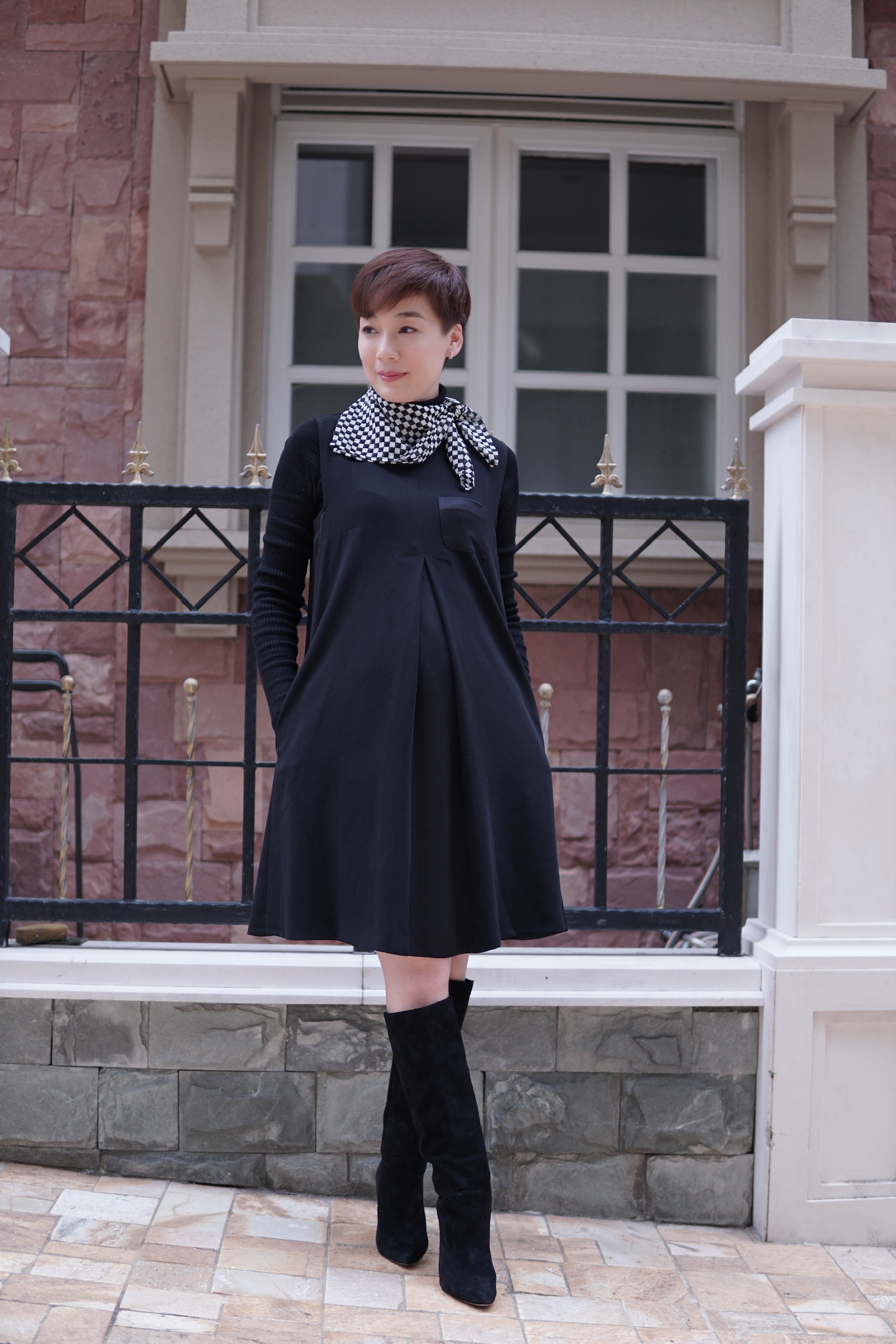
2019年的江美儀

2022年，江美儀於無綫電視台慶劇《下流上車族》飾演「莫雯慧」一角，更憑此劇奪得《萬千星輝頒獎典禮2022》「最佳女主角」，成為視后，並入圍「最受歡迎電視女角色」最後五強及「馬來西亞最喜愛TVB女主角」最後十強；其後於《AEG 娛樂人氣王2022》頒獎典禮奪得「人氣女演員（電視劇）」獎，並於《觀眾在民間電視大獎2022》再奪「民選最佳女主角」，令其成為史上首位同年於《萬千星輝頒獎典禮》及《觀眾在民間電視大獎》兩大頒獎典禮均奪得最佳女主角獎項的女演員，成為雙料視后。

## 演出作品

### 電視劇（無綫電視）
| 翡翠台首播              | 劇名               | 角色                      |
| 2010年                  |                    |                           |
| 1月11日—2月12日         | 五味人生           | 謝婉君                    |
| 4月5日—5月1日           | 搜下留情           | 賈思妮（Bonnie）          |
| 7月26日-8月20日         | 女人最痛           | 洪珊瑚（Angela）          |
| 10月18日—11月28日       | 巾幗梟雄之義海豪情 | 趙冬妮                    |
| 11月1日-12月10日        | 刑警               | 錢周芷倫（Rose）          |
| 2011年                  |                    |                           |
| 2月7日-2月18日          | 你們我們他們       | 玲母                      |
| 2月21日－4月2日         | Only You 只有您    | 方妙娟                    |
| 8月1日－9月9日          | 潛行狙擊           | 袁君嵐（嵐姨）            |
| 8月29日－9月30日        | 九江十二坊         | 宋丁家碧（三奶奶）        |
| 10月31日－12月4日       | 萬凰之王           | 劉佳·馥馨（信太妃）       |
| 2012年                  |                    |                           |
| 3月19日－4月13日        | 當旺爸爸           | 佘之曼                    |
| 6月24日－8月12日        | 飛虎               | 俞學恩                    |
| 7月30日－8月25日        | 怒火街頭2          | 韋珍妮（Jenny）           |
| 10月22日－12月14日      | 名媛望族           | 易懿芳（Yvonne、三姨太）  |
| 2013年                  |                    |                           |
| 7月15日－9月8日         | 衝上雲霄II         | 方芮嘉（Heather、Head姐） |
| 11月25日－12月20日      | My盛Lady           | 袁琛（Windy）             |
| 2014年                  |                    |                           |
| 4月21日－6月1日         | 女人俱樂部         | Miss Ling                 |
| 6月2日－7月11日         | 點金勝手           | 柴沛勛（Florence）        |
| 8月25日－10月3日        | 使徒行者           | 莫晴（Katie）             |
| 2015年                  |                    |                           |
| 1月26日－2月27日        | 四個女仔三個BAR    | 呂官（Amanda）            |
| 3月30日－4月24日        | 以和為貴           | 林亞磊                    |
| 2016年                  |                    |                           |
| 4月16日－5月21日        | 廉政行動2016       | 關沛霖                    |
| 2017年                  |                    |                           |
| 2月6日－3月3日          | 親親我好媽         | 嚴查向善（Natalie）       |
| 8月7日－9月15日         | 同盟               | 金天 （Rainman）          |
| 11月6日－2018年1月12日  | 誇世代             | 尚可秀（Julie）           |
| 12月10日－2018年2月11日 | 性在有情           | 莫小桃                    |
| 2020年                  |                    |                           |
| 6月29日－8月7日         | 殺手               | 姚淑嫻（Lulu）            |
| 11月9日－12月27日       | 使徒行者3          | 莫晴（Katie）             |
| 2022年                  |                    |                           |
| 10月17日－11月11日      | 下流上車族         | 莫雯慧（Karen）           |
| 2023年                  |                    |                           |
| 3月6日－4月14日         | 隱形戰隊           | 方國希（Madam Fong）      |
| 10月16日－11月17日      | 羅密歐與祝英台     | 杜拉（Dora）              |
| 未播映                  |                    |                           |
|                         | 模仿人生           |                           |

### 網絡劇（big big channel）
| 翡翠台首播 | 劇名             | 角色   |
| 2017年     | 西遊之八戒与沙憎 | 皇娘娘 |

### 微電影（無線電視）
| 翡翠台首播 | 劇名       | 角色   |
| 2017年     | 再親我好媽 | 查向善 |

### 電視劇（亞洲電視）
| 年份   | 劇名               | 角色                |
| 1997年 | 肥貓正傳           | 康春明              |
| 1997年 | 屋企有個肥大佬     | 吳倩儀              |
| 1998年 | 流氓·律師          | 阮方瑜              |
| 1999年 | 肥貓正傳II         | 李敏兒              |
| 1999年 | 我和殭屍有個約會II | 黑雨                |
| 2000年 | 影城大亨           | 姚楚秀              |
| 2000年 | 香港一家人         | 蓮達姐 (Linda)      |
| 2000年 | 美麗傳說           | 司馬寶琴            |
| 2000年 | 騷東坡             | 柳月眉              |
| 2001年 | 祖先開眼           | 童安麗              |
| 2002年 | 女俠丁叮噹         | 茜茜                |
| 2002年 | 有求必應           | 呂慧安              |
| 2002年 | 吉祥任務           | 戴麗馨              |
| 2002年 | 暴風型警           | 方穎                |
| 2003年 | 萬家燈火           | 溫月霞、溫月珠      |
| 2004年 | 爸爸兩邊走         | 馮富庾              |
| 2005年 | 爸爸向前走         | 馮富庾              |
| 2005年 | 危險人物           | 莫美妙              |
| 2006年 | 盲俠金魚飛天豬     | 朱玉                |
| 2006年 | 香港奇案實錄       | 呂穎荷              |
| 2006年 | 義無反顧           | 趙美蘭∕何嬌         |
| 2007年 | 十六不搭喜趣來     | Money（影射鄭秀文） |
| 2008年 | 火蝴蝶             | 呂璧珠              |
| 2008年 | 今日法庭           | 阿蓮                |

### 電視劇（中國大陸）
| 年份   | 劇名     | 角色   |
| 2008年 | 新不了情 | 馬文麗 |

### 電影
| 年份   | 片名                             | 角色                     |
| 1995年 | 奇異旅程之真心愛生命             |                          |
| 2002年 | Office有鬼                       | 白蝕病女人               |
| 2003年 | 九個女仔一隻鬼                   | 麥老師                   |
| 2003年 | 兩個獨立包裝的女人               | Helena                   |
| 2003年 | 低一點的天空                     | Connie                   |
| 2003年 | 忘不了                           | 雪                       |
| 2004年 | 旺角黑夜                         | 夜總會媽媽生             |
| 2005年 | 神經俠侶                         | 胸圍店老闆娘             |
| 2006年 | 傷城                             | 劉正熙(陳永強)的母親     |
| 2006年 | 我要成名                         | 虹姐                     |
| 2007年 | 毋、亡我                         | 嘉敏的母親               |
| 2008年 | 殊不簡單                         | 記者                     |
| 2009年 | 復仇                             |                          |
| 2010年 | 酒徒                             | 張麗麗                   |
| 2011年 | 報應                             | 王浩潮已過世的妻子       |
| 2011年 | 不再讓你孤單                     | 舒淇的姐姐               |
| 2011年 | 毒禍2                            | 郭美鳯                   |
| 2011年 | 爛賭夫鬥爛賭妻                   | 女法官                   |
| 2011年 | 桃姐                             | 金姨之女(老人院院友女兒) |
| 2012年 | 追凶                             | 趙蘭                     |
| 2013年 | 第一次不是你                     | 寶媽                     |
| 2013年 | 過界                             | Jane                     |
| 2014年 | 金雞SSS                          | 售貨員                   |
| 2015年 | 鴨王                             | 紅姐                     |
| 2015年 | 衝上雲霄                         | 方芮嘉（Heather）        |
| 2015年 | 浮華宴                           | 闊太                     |
| 2015年 | 十月初五的月光                   | 醫生                     |
| 2016年 | 賭城風雲III                      | 國際刑警                 |
| 2016年 | 綁架丁丁當                       | 師奶銀                   |
| 2016年 | 夢遊水滸之炊餅俠武大郎(網絡電影) |                          |
| 2017年 | 常在你左右                       | 醫院醫生                 |
| 2017年 | 骨妹                             | 按摩店老闆娘             |
| 2018年 | 大迷信3之潮爆開運王              | 江美儀                   |
| 2019年 | 家和萬事驚                       | 捉奸女人                 |
| 2019年 | 過春天                           | 花姐                     |
| 2019年 | 掃毒2天地對決                    | 張清                     |
| 2023年 | 愛 Plan B                        |                          |
| 2025年 | 水餃皇后                         |                          |

### 舞台劇
| 年份   | 劇名                       | 角色                 | 備註                                        |
| 2015年 | 嬉春酒店                   | 莫潔貞               |                                             |
| 2016年 | 羅生門                     | 尼姑、武士妻子的母親 |                                             |
| 2016年 | 我和春天有個約會(上海公演) | 金露露               |                                             |
| 2017年 | 雷雨对日出                 | 魯四鳳、娜拉、小東西 |                                             |
| 2019年 | 秘密                       | 岳如玉               | (3月於新加坡和馬來西亞公演，7月於廣州首演） |
| 2019年 | 但願人長久                 | 菲菲                 |                                             |

## 電視節目

### 無綫電視
| 年份   | 節目                 | 備註                                                                       |
| 2016年 | 街市遊樂團（第一輯） | 第1-12集主持                                                               |
| 2017年 | 街市遊樂團（第二輯） | 第1-6集主持                                                                |
| 2017年 | 關你家事             | 第1-15集主持                                                               |
| 2017年 | 街市遊樂團（第三輯） | 第1-21集主持                                                               |
| 2018年 | 屋邨遊樂團           | 第1-4集主持                                                                |
| 2018年 | 街市遊樂團（星馬篇） | 主持                                                                       |
| 2019年 | 街市遊樂團（雙馬篇） | 主持                                                                       |
| 2020年 | 女人必學100道菜      | 伙泊蕭秀香（三姐）主持，接替同時段播映完畢由鄭裕玲 及農夫之節目Do姐有問題4 |
| 2021年 | 開心大綜藝           | 主持                                                                       |
| 2021年 | Mean Talk            | 主持                                                                       |
| 2021年 | 煮戰                 | 與黃亞保，張錦祥主持                                                       |
| 2023年 | 明愛暖萬心           |                                                                            |
| 2023年 | 約埋班Friend遊香港   |                                                                            |
| 2024年 | 大灣區美味好玩攻略   | 主持                                                                       |
| 2024年 | 一個好人             | 主持                                                                       |

### 亞洲電視
| 年份   | 節目                                             | 性質       |
| 1999年 | 食匀全香港                                       | 主持       |
| 2000年 | 西北开发之旅                                     | 主持       |
| 2000年 | 香江明月夜                                       | 主持       |
| 2001年 | 第七屆十大电视广告颁奖典礼                       | 主持       |
| 2002年 | 全民大测试                                       | 主持       |
| 2002年 | 女人龙门阵                                       | 主持       |
| 2002年 | 喜气洋洋                                         | 主持       |
| 2002年 | 下午麼麼茶                                       | 主持       |
| 2003年 | 第八届十大电视广告颁奖典礼                       | 主持       |
| 2003年 | 下午麼麼茶                                       | 主持       |
| 2004年 | 今夜群星大发现                                   | 主持       |
| 2004年 | 饮食天王II                                       | 主持       |
| 2004年 | 亚洲电视赛马日                                   | 主持       |
| 2004年 | 饮食天王                                         | 主持       |
| 2004年 | 猴年风山又水起                                   | 主持       |
| 2004年 | 灵幻魔术迎灵猴                                   | 主持       |
| 2004年 | 金猴贺岁迎新春                                   | 主持       |
| 2004年 | 下午麼麼茶                                       | 主持       |
| 2005年 | 香港同胞庆祝中华人民共和国成立五十六周年文艺晚会 | 录影室主持 |
| 2005年 | 下午麼麼茶                                       | 主持       |
| 2005年 | 睇楼皇后                                         | 主持       |
| 2005年 | 529真情洋溢台庆夜                                | 主持       |
| 2005年 | 第十届十大电视广告颁奖典礼                       | 主持       |
| 2005年 | 煮食无界限                                       | 主持       |
| 2005年 | 非常新加坡．全新优游之旅                         | 主持       |
| 2006年 | 我要Shopping                                     | 主持       |
| 2006年 | 2006饮食天王颁奖典礼                             | 主持       |
| 2006年 | 第十一届十大电视广告颁奖典礼                     | 主持       |
| 2006年 | 灵犬吉祥烟花耀香港                               | 主持       |
| 2006年 | 祥祥狗狗贺新禧                                   | 主持       |
| 2006年 | 下午麼麼茶                                       | 主持       |
| 2008年 | 方草寻源                                         | 主持       |

## 配音
| 年份   | 片名       | 角色 |
| 2004年 | 絕世好賓   | 寶雯 |
| 2004年 | 超人特工隊 | 夏娃 |
| 2011年 | 神奇俠侶   |      |
| 2014年 | 馴龍記2    | 維嘉 |
| 2019年 | 馴龍記3    | 維嘉 |

## 獎項及提名
| 年份   | 頒獎單位                         | 獎項                          | 作品                | 角色     | 結果                 |
| ------ | -------------------------------- | ----------------------------- | ------------------- | -------- | -------------------- |
| 2010年 | 2010年萬千星輝頒獎典禮           | 最佳女配角                    | 《女人最痛》        | 洪珊瑚   | 最後五強             |
| 2010年 | 2010年萬千星輝頒獎典禮           | tvb.com人氣大獎               | 不適用              | 不適用   | 提名                 |
| 2011年 | 壹電視大獎                       | 瑞士Dr. Bauer神级童颜美肌大奖 | 不適用              | 不適用   | 獲獎                 |
| 2011年 | 2011年萬千星輝頒獎典禮           | 最佳女主角                    | 《九江十二坊》      | 宋丁家碧 | 提名                 |
| 2011年 | 2011年萬千星輝頒獎典禮           | 最佳女配角                    | 《潛行狙擊》        | 袁君嵐   | 提名                 |
| 2012年 | MY AOD我的最愛頒獎典禮2012       | 我的最愛電視女配角            | 《名媛望族》        | 易懿芳   | 提名                 |
| 2012年 | 萬千星輝頒獎典禮2012             | 最佳女配角                    | 《名媛望族》        | 易懿芳   | 最後五強             |
| 2013年 | TVB 馬來西亞星光薈萃頒獎典禮2013 | 最喜愛TVB女配角               | 《衝上雲霄II》      | 方芮嘉   | 最後五強             |
| 2013年 | 萬千星輝頒獎典禮2013             | 最佳女配角                    | 《衝上雲霄II》      | 方芮嘉   | 獲獎                 |
| 2014年 | 星和無線電視大獎2014             | 我最愛TVB女配角               | 《My盛Lady》        | 袁琛     | 提名                 |
| 2014年 | TVB 馬來西亞星光薈萃頒獎典禮2014 | 最喜愛TVB女配角               | 《使徒行者》        | 莫羨晴   | 提名                 |
| 2014年 | 萬千星輝頒獎典禮2014             | 最佳女配角                    | 《使徒行者》        | 莫羨晴   | 提名                 |
| 2015年 | 星和無綫電視大獎2015             | 我最愛TVB女配角               | 《以和為貴》        | 林亞磊   | 提名                 |
| 2015年 | TVB 馬來西亞星光薈萃頒獎典禮2015 | 最喜愛TVB女配角               | 《以和為貴》        | 林亞磊   | 提名                 |
| 2015年 | TVB 馬來西亞星光薈萃頒獎典禮2015 | 最喜愛TVB電視角色             | 《以和為貴》        | 林亞磊   | 提名                 |
| 2015年 | TVB 馬來西亞星光薈萃頒獎典禮2015 | 最喜愛TVB熒幕情侣（與李思捷） | 《以和為貴》        | 林亞磊   | 提名                 |
| 2015年 | 萬千星輝頒獎典禮2015             | 最佳女主角                    | 《以和為貴》        | 林亞磊   | 提名                 |
| 2015年 | 萬千星輝頒獎典禮2015             | 最佳女配角                    | 《四個女仔三個BAR》 | 呂官     | 提名                 |
| 2016年 | 萬千星輝頒獎典禮2016             | 最佳女配角                    | 《 廉政行動2016》   | 關沛琳   | 提名                 |
| 2017年 | 星和無綫電視大獎2017             | 我最愛TVB女主角               | 《 親親我好媽》     | 嚴查向善 | 提名                 |
| 2017年 | 星和無綫電視大獎2017             | 我最愛TVB電視女角色           | 《 親親我好媽》     | 嚴查向善 | 提名                 |
| 2017年 | 萬千星輝頒獎典禮2017             | 最佳女主角                    | 《 親親我好媽》     | 嚴查向善 | 提名                 |
| 2017年 | 萬千星輝頒獎典禮2017             | 最受歡迎電視女角色            | 《 親親我好媽》     | 嚴查向善 | 提名                 |
| 2017年 | 萬千星輝頒獎典禮2017             | 最佳女配角                    | 《同盟》            | 金天     | 提名                 |
| 2017年 | 萬千星輝頒獎典禮2017             | 最佳非戲劇節目                | 《街市遊樂團》      | 不適用   | 獲獎                 |
| 2020年 | 萬千星輝頒獎典禮2020             | 最受歡迎電視女角色            | 《殺手》            | 姚淑嫻   | 提名                 |
| 2020年 | 萬千星輝頒獎典禮2020             | 最佳女配角                    | 《殺手》            | 姚淑嫻   | 最後五強             |
| 2020年 | 萬千星輝頒獎典禮2020             | 最受歡迎電視搭檔              | 《殺手》            | 姚淑嫻   | 與黎耀祥提名         |
| 2020年 | 萬千星輝頒獎典禮2020             | 最受歡迎電視搭檔              | 《女人必學100道菜   | 不適用》 | 與蕭秀香提名         |
| 2020年 | 萬千星輝頒獎典禮2020             | 最佳節目主持                  | 《女人必學100道菜   | 不適用》 | 與蕭秀香提名         |
| 2021年 | 萬千星輝頒獎典禮2021             | 最受歡迎電視搭檔              | 《Mean Talk》       | 不適用》 | 與林盛斌入圍最後十強 |
| 2021年 | 萬千星輝頒獎典禮2021             | 最佳女主持                    | 《Mean Talk》       | 不適用》 | 提名                 |
| 2022年 | AEG 娛樂人氣王2022               | 人氣女演員（電視劇）          | 《下流上車族》      | 莫雯慧   | 獲獎                 |
| 2022年 | 萬千星輝頒獎典禮2022             | 最佳女主角                    | 《下流上車族》      | 莫雯慧   | 獲獎                 |
| 2022年 | 萬千星輝頒獎典禮2022             | 最受歡迎電視女角色            | 《下流上車族》      | 莫雯慧   | 最後五強             |
| 2022年 | 萬千星輝頒獎典禮2022             | 最受歡迎電視拍檔（與林敏驄）  | 《下流上車族》      | 莫雯慧   | 最後五強             |
| 2022年 | 萬千星輝頒獎典禮2022             | 馬來西亞最喜愛TVB女主角       | 《下流上車族》      | 莫雯慧   | 最後十強             |
| 2022年 | 2022觀眾在民間電視大獎           | 民選最佳女主角                | 《下流上車族》      | 莫雯慧   | 獲獎                 |
| 2023年 | 萬千星輝頒獎典禮2023             | 最佳女配角                    | 《隱形戰隊》        | 方國希   | 提名                 |
| 2023年 | 萬千星輝頒獎典禮2023             | 最佳女配角                    | 《羅密歐與祝英台》  | 杜拉     | 提名                 |

## 電台主持
| 電台                      | 節目名         | 狀態         |
| 香港電台                  | 瘋Show快活人   | 不再擔任主持 |
| 香港數碼廣播有限公司(DBC) | 大家真風騷     | 已完結       |
| 香港數碼廣播有限公司(DBC) | 女王頭老襯底   | 已完結       |
| 香港數碼廣播有限公司(DBC) | 李居明妙論天下 | 已完結       |
| 香港商業電台              | 潮爆開運王     | 播放中       |
| 香港電台                  | 一起走過       | 已完結       |

## 公益活動
- 2018年：龍耳宣傳聾健共融

## 月曆

### 無線月曆
| 年份   | 月份 | 合作藝人                                               |
| 2014年 | 12月 | 郭少芸、馬德鐘、姚子羚、郭羡妮、蘇玉華、林夏薇、馬國明 |
| 2015年 | 5月  | 徐子珊、馬德鐘、李思捷                                 |

## 外部連結
- （繁體中文）江美儀的Facebook專頁
- （繁體中文）May Yee Kong个人的Facebook專頁
- （繁體中文）江美儀的新浪微博
- （繁體中文）
- （繁體中文）江美儀美人幫的Facebook專頁
- （繁體中文）江美儀美人幫的新浪微博
- （繁體中文）Elena Kong - 江美仪的Facebook專頁